# 팔레스타인 자치 정부
팔레스타인 자치 정부(아랍어: السلطة الوطنية الفلسطينية 아스-술타 알-와타니야 알-필라스티니야[*], 영어: Palestinian National Authority, PNA, PA, 문화어: 팔레스티나 민족 당국)는 이스라엘에 둘러싸여 있는 유엔 옵서버 국가인 팔레스타인(아랍어: فلسطين 필라스티나[*], 문화어: 팔레스티나)의 입법, 사법, 행정부로 구성된 통치 기구였다. 팔레스타인 해방기구(PLO)가 팔레스타인의 독립을 위해 투쟁한 끝에 국제 연합 옵서버 국가로 인정받으면서 2013년에 팔레스타인 자치 정부는 공식적으로 팔레스타인국의 정부로 전환되었다.

## 역사
이스라엘은 1948년 팔레스타인 영토에 독립을 선언하였고, 이로 인하여 팔레스타인 주민들과 항상 대립하게 되었다. 45년간의 대립 이후 이스라엘과 자치를 합의한 야세르 아라파트(아랍어: ياسر عرفات, 1929년 8월 4일~2004년 11월 11일)는 1993년에 자치 정부를 세웠다.
파타의 지도자인 아라파트는 첫 번째 국가수반이며 팔레스타인의 자치를 평화적으로 해결한 공로를 인정받아 노벨 평화상을 수상하기도 했다. 아라파트가 죽은 이후 한때 하마스가 자치정부 총선거에서 압승하자 여러 국가들로부터 견제를 받은 적이 있었다.

## 행정 구역
헌법상 수도는 예루살렘이며, 라말라(요르단강 서안 지구)는 임시 행정 수도이다.

## 주민
팔레스타인 영토의 절대 다수는 아랍인, 팔레스타인인이 거주하고 있다. 이들은 대부분 수니파 이슬람교를 신앙하며, 아랍어를 구사하고 있다.
그밖에 유대인이 일부(약 17%)있으며 이들은 주로 이스라엘 건국 이전부터 이 지역에 살아온 사람들이다.

## 근황
팔레스타인 자치 정부는 유엔에 정식 국가로서 등록하기 위해 G20 (멕시코) 회의에 정식 국가로 참여를 요청했다. 2011년 10월 31일 팔레스타인은 유엔 독립 국가 승인의 발판으로 유네스코에 정식 회원국으로 가입했다. 유엔의 193개 회원국 중 107개국의 찬성으로 통과되었는데, 14개 국가는 반대표를 던졌고, 52개 국가는 기권했다고 AFP 통신은 전했다. 주요국 중에서는 브라질과 러시아, 중화인민공화국, 인도, 남아프리카 공화국, 프랑스가 찬성표를 던진 반면 미국과 캐나다, 독일은 반대표를 던졌다. 영국, 대한민국 등은 기권했다. 2012년 11월 29일, 유엔 총회는 팔레스타인의 지위를 표결권 없는 옵서버 `단체(entity)'에서 옵서버 `국가(state)'로 격상하는 결의안을 표결에 부쳐 통과시켰다.

## 같이 보기
- 팔레스타인
- 가자 지구
- 요르단강 서안 지구